# 축구

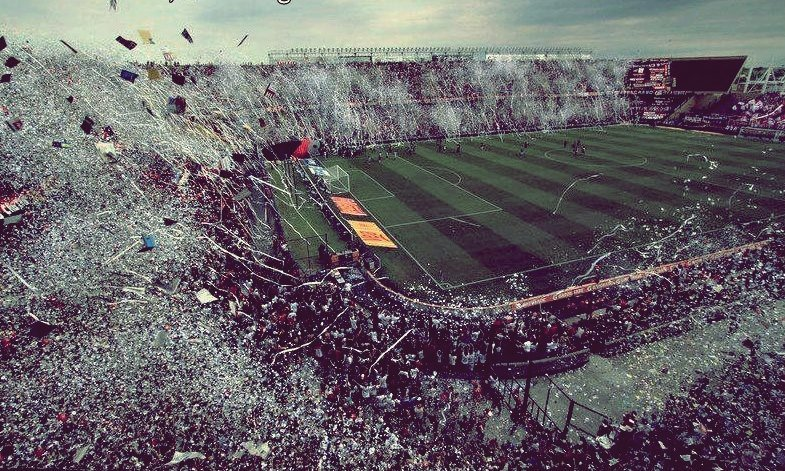
축구에서 팬의 기본 목적은 경기 중에 팀을 격려하고 응원하는 것이다.

축구(蹴球, 영어: association football or football 또는 soccer)는 11명의 선수들이 각각 한 팀을 이루어 주로 발을 사용하여 골대에 공을 넣는 구기 단체 스포츠, 현재 세계적으로 가장 인기있는 스포츠이다.
경기장은 직사각형이며, 바닥은 천연잔디나 인조잔디 등으로 이루어져 있다. 경기장 양 끝에 놓인 상대방 골대 안으로 공을 통과시키면 득점이 된다. 선수 중 골키퍼만 팔과 손으로도 공을 건드릴 수 있으나, 팔과 손을 사용할 수 있는 구역이 제한되어 있다. 나머지 선수들은 팔과 손을 제외한 신체 부위로만 공을 다룰 수 있다. 골키퍼 외의 선수가 경기장 안에서 팔이나 손으로 공을 고의로 다루면 핸드볼 반칙 이 된다. 주로 발을 사용하여 공을 차며, 공이 공중에 떠있을 때에는 몸과 머리를 이용하는 것이 보통이다. 경기 종료 시점까지 더 많은 득점을 올린 팀이 승리하며, 동점일 때는 대회 규칙에 따라 무승부로 처리하거나 연장전과 승부차기로 승패를 결정 짓는다. 경기 방식이 리그일 경우에는 연장전 없이 무승부로 처리가 되며 토너먼트일 경우에도 홈 앤드 어웨이 방식을 채택할 경우에는 무승부로 처리되어 원정 다득점 원칙을 따르지만, 단판의 토너먼트일 때는 무승부가 되면 연장전과 승부차기로 승패를 결정하게 된다.
또한 현대적 의미의 축구는 1863년 영국 잉글랜드에서 잉글랜드 축구 협회 (Football Association)가 창립되면서 시작되었고, 1863년 만들어진 규칙을 기본으로 한 규정들이 현재까지 이어져 왔다. 국제 축구 연맹 (FIFA)이 주관해 4년마다 국제 대회인 FIFA 월드컵이 개최되고 있다. 이 대회는 하계 올림픽의 두 배나 되는, 가장 많은 인구가 TV로 시청하는 스포츠 행사이다.

## 축구의 명칭
축구(한국 한자: 蹴球, 영어: Soccer)는 ‘공을 발로 찬다.'라는 뜻을 지닌 한자어로 일제강점기에 일본어에서 들어온 말이다. 현재 일본에서는 영어 단어 Soccer를 음차한 사커(일본어: サッカー 삿카[*])를 사용하지만, 당시 일본에서는 축구(일본어: 蹴球 슈큐[*])라는 단어를 사용했다. 사실 축구가 처음 한반도에 전래할 당시에 한국(당시 조선)에는 영국 해군이 제물포항(현재 인천항)에 입항하여 편을 갈라 축구 경기를 하였고, 경기가 끝난 뒤 구경을 나온 한국 사람과 공을 가지고 놀았는데, 운동 경기의 이름을 몰라서 척구(躑球 또는 踢球)나 경구(競球)라는 단어로 표현하였다. 같은 한자 문화권인 중화인민공화국이나 중화민국에서는 족구(중국어: 足球)라는 이름을 사용하고 있다. 그러나 한국어에서 말하는 족구는 다른 스포츠이다.
오늘날 영어에서 축구를 의미하는 단어는 풋볼(영어: Football)이다. 미국 등 몇몇 영어권 나라에서는 사커(영어: Soccer)라고도 한다. 1863년 잉글랜드 축구 협회(The Football Association)가 처음 창설 되었을때는, 다른 풋볼 방식인 Rugby football과 구분되기 위해 Association football 이라고 불리다가, 그것이 현재에는 간단히 풋볼로 불리게 되었다. Soccer는 Association football을 줄여서 1800년대에 별명으로 부른 것이 기원이다.(참고로 럭비
축구는 영어를 공식 언어로 쓰는 대부분의 나라, 즉 축구의 종주국인 잉글랜드를 포함, 스코틀랜드, 웨일스, 카리브해 국가(트리니다드토바고, 자메이카 그리고 이밖의 나라들 포함), 몰타, 인도, 나이지리아, 카메룬, 푸에르토리코, 파키스탄, 홍콩, 라이베리아, 싱가포르, 인도네시아, 그리고 유럽과 아시아, 아프리카, 카리브해 그리고 중미에 걸친 나라들에서 일반적으로 Football로 쓰인다.
한편 '사커'로만 명명하는 국가는 미국, 남아프리카 공화국, 아일랜드, 일본, 짐바브웨 등으로 제한적이며, 이외 유럽 등 대다수의 국가는 여러 자국어 호칭이 있기는 하지만 ‘풋볼’이 일반적이다. 영국에서도 '풋볼'과 '사커'가 혼용되기는 하나 2000년대 이후에는 '풋볼'이라는 용어를 사용하는 비중이 더 커졌다.
축구가 세계적인 스포츠가 된 오늘날, 많은 나라에서 ‘사커’보다 풋볼을 많이 사용하고 있다. 하지만 발을 이용한 다른 유사 스포츠들-럭비, 미식축구, 오지풋볼, 갤릭풋볼 등-이 인기를 끄는 몇몇 나라에서는 혼란을 피하기 위해 풋볼보다 ‘사커’를 사용하는 경우가 많다. 한편, 여러 스포츠가 동시에 치러지는 올림픽에선, 이 경기 종목의 이름을 공식적으로 풋볼이라 부르고 있다. 대한민국에서도 다른 유사 축구와의 혼동을 피하기 위해 ‘아식축구’(←Association式蹴球)라는 용어를 사용한 적 있다.
축구는 브라질의 전설적인 축구 선수인 펠레로 인해 "아름다운 게임"이라는 별칭이 생기기도 했다.

## 축구의 역사와 발전
공을 차며 돌아다니는 형식의 게임 방식은 오래 전부터 많은 나라에서 행해져 왔다. FIFA에 따르면, 게임의 가장 이른 형태는 기원전 2, 3세기경 중국에서 행해진 현재의 축구와 유사한 형태인 축국 (한국 한자: 蹴鞠)이라고 한다. 한국 '삼국사기'에 의하면 신라에서 공차기 놀이가 있었는데 그 명칭이 '축국(蹴鞠)'이었다. 김유신과 김춘추가 이 놀이를 했는데 '농주(弄珠, 둥근 놀이기구)'를 가지고 놀다가 옷고름이 찢어졌다는 기록이 남아 있다. 고대 그리스에는 기원전 7∼6세기 무렵에 고대 그리스 시대에 에피스키로스(그리스어: επισκυρος)라는 공을 차고 던지는 간단한 형식의 놀이가 있었다. 고대 로마에서 행하진 공놀이의 한 형태인 하르파스툼은 축구의 먼 친척일지도 모른다고 한다. 시기와 지역에 따라 다양한 형태를 띠면서 축구는 중세 유럽 곳곳에서 행해졌다.
현대적 규칙의 축구는 잉글랜드 사립학교(Public school)들에서 행해지던 광범위하고 다양한 형태의 풋볼을 표준화하려 한 19세기 중반의 노력에서 비롯되었다.
1848년에 케임브리지 대학교에서 처음 작성된 케임브리지 규칙에는 축구협회(FA) 초안에 포함되지 않았던 "공을 들고 달리는 것"과 "해킹"(상대방의 정강이를 차는 것)에 대한 규칙이 포함되어 있었다. 케임브리지 규칙은 케임브리지 대학교의 4개 단과대학 중 하나인 트리니티 칼리지에서 여러 학교(이튼, 해로, 럭비, 윈체스터, 슈루즈버리 등)의 대표자가 참석한 회의에서 작성되었다. 이 규칙은 현대 축구의 규칙과 거의 유사했다.
그러나 이 규칙은 처음엔 보편적으로 채택되지 않았다. 1850년대에 이르러, 여러 학교 또는 대학교에서 분리되어 다양한 형태의 풋볼을 하는 많은 클럽이 영어권 국가 곳곳에 형성되었다. 
1863년 10월 26일 런던에 있는 학교들과 스포츠 클럽들은 프리메이슨 테이번이라는 선술집(Pub)에서 축구 규칙의 통합을 위해 모였다. 처음에는 제각기 목소리를 냈다. 그러나 그 해 12월까지 5번 정도 더 이야기를 주고받으며 점점 하나의 이견으로 좁혀졌고, 여기에서 현대 축구의 첫 번째 공식 규칙이 만들어졌다. 또한, 그들은 그 자리에서 축구 협회(The Football Association, 약칭 FA)의 설립에도 합의하였다. 그러나 규칙의 최종본에서 ‘공을 들고 뛸 수 있다’와 ‘뛰는 상대를 막을 수 있다’(상대의 정강이 차기, 발 걸기, 잡기 등) 등의 두 가지 규칙이 제외되면서 이에 반발한 블랙히스를 포함한 몇몇 팀은 FA에 참가하기를 거부하였다. 이때 FA에 참가하기를 거부하거나, 그 뒤에 FA를 탈퇴한 클럽들이 모여 1871년 런던에서 럭비 풋볼 유니언(Rugby Football Union)을 만들었다.
오늘날 축구 경기 규칙은 국제 축구 평의회(IFAB)에서 규정하고 있다. 평의회는 스코틀랜드 축구 협회와 웨일스 축구 협회, 아일랜드 축구 협회가 참여한 가운데 맨체스터에서 1886년 설립됐다. 가장 역사가 오래된 축구 대회는 FA컵으로, C.W. 얼콕이 세워 1872년부터 현재에 이르기까지 잉글랜드의 모든 축구팀이 참여하여 자웅을 겨루는 대회이다. 첫 공식 국가대표팀 간의 국제경기는 1872년에 글래스고에서 벌어진 잉글랜드와 스코틀랜드의 경기이며, 이 또한 얼콕의 주도로 이루어졌다. 잉글랜드는 세계 최초 축구 리그인 풋볼 리그(Football League)의 발상지이기도 한데, 이 리그는 당시 애스턴 빌라의 중역이었던 윌리엄 맥그레고에 의해 1888년 설립되었다. 초기의 시스템은 잉글랜드 중부와 북부의 12개의 클럽이 참여하는 식이었다. 축구에 관한 일체의 국제 행사를 관장하는 국제 축구 연맹(FIFA)은 1904년에 프랑스 파리에서 잉글랜드 축구 협회의 규칙을 따르는 것을 기본으로 설립되었다. 그러나 축구 국제 경기가 대중적으로 변해 감에 따라 국제 축구 연맹은 1913년에 국제 축구 평의회(IFAB)의 규칙을 따르는 것으로 방침을 바꾸었다. 국제 축구 평의회는 현재 4명의 국제 축구 연맹 의원과 영 4개국 축구 협회에서 각각 한 명씩으로 이루어져 있다. 1930년에는 제1회 FIFA 월드컵이 시행되었다.
오늘날 축구는 프로축구의 형태로 세계 곳곳에서 이루어지고 있다. 수백만에 달하는 사람들이 정기적으로 축구 경기장을 찾으며 자신이 좋아하는 팀을 응원하고, 수십억의 인구가 텔레비전으로 축구를 시청한다. 수많은 사람 또한 아마추어 레벨에서 축구를 즐기는 것으로 알려졌다. 2001년 국제 축구 연맹이 주관한 조사에 따르면, 2억 4천 명 이상의 인구가 200여 국가에 걸쳐 정기적으로 축구를 하는 것으로 나타났다. 축구의 간단한 규칙과 적은 경기 필수품이 축구의 확산과 대중화에 기여했음은 두말 할 것도 없다.
세계 대부분의 나라에서 축구는 많은 팬의 삶에서 중요한 부분을 차지하며, 특정 지방 혹은 전 국가적인 사랑을 받는 경우도 많다. 그래서 세상에서 가장 인기 있고 대중적인 스포츠로 자주 언급된다. 1914년 제1차 세계 대전 당시 영국과 독일은 크리스마스를 맞아 친선 축구경기를 열고자 잠시 휴전했다. 또, ESPN의 코트디부아르 축구 국가대표팀의 축구경기 중계로 2005년에 코트디부아르의 내전이 휴전된 적도 있다. 또한 인도, 말레이시아, 필리핀 등 남부 아시아에서는 희한하게 아르헨티나 축구 국가대표팀의 인기가 매우 높다. 그리고 코소보와 카불에서는 전쟁이 종식되고 나서 사회가 정상화되는 첫 번째 신호가 축구였다. 그러나 역설적으로, 축구가 전쟁의 원인이 된 적도 있다. 1969년 엘살바도르와 온두라스의 축구 전쟁이 바로 축구가 발단이 된 전쟁이었다. 축구는 또한 NK 디나모 자그레브와 FK 츠르베나 즈베즈다의 경기가 폭동으로 번짐에 따라 1990년대의 유고슬라비아 전쟁을 격화하기도 했다.

## 축구의 성질

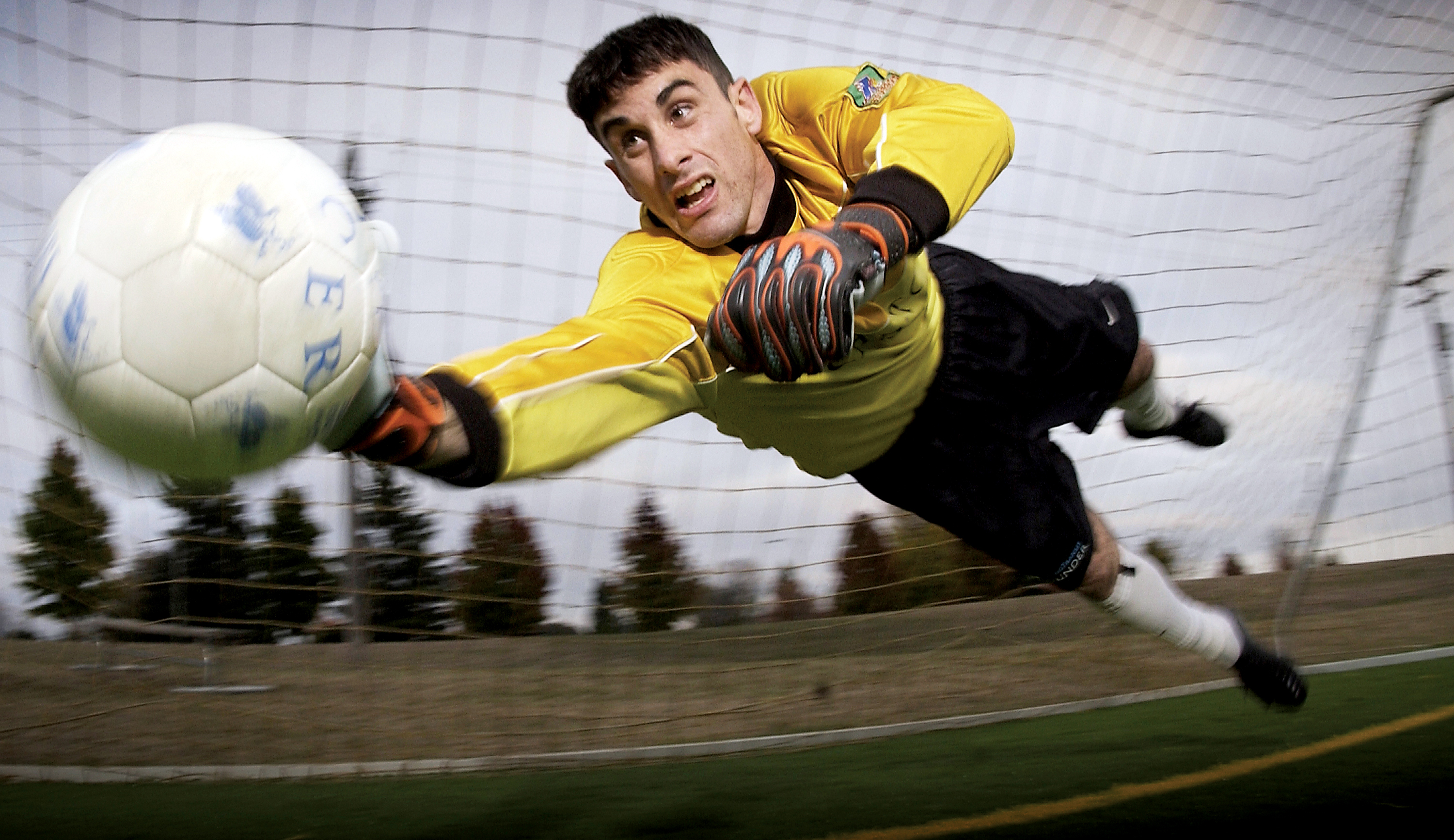
골키퍼가 골대 안으로 오는 공을 막으려 다이빙 하고 있다.

축구는 경기 규칙에 따라 진행된다. 축구 양 팀 선수 열한 명이 상대 팀의 골대 안으로 축구공을 넣어 득점을 올리기 위해 경쟁하는 경기이다. 공은 단 한 개만 사용되며, 주전 선수가 부상이나 기타 여러 사유로 더 이상 경기를 진행할 수 없을 때를 대비해 후보 선수 열세 명을 따로 두기 때문에 한 팀당 선수 구성은 스물네 명이 된다. 경기가 종료됐을 때 더 많은 득점을 올린 팀이 승리하며, 양 팀이 동점일 경우는 무승부가 된다.
축구의 기본적인 규칙에 따라, 골키퍼를 제외한 모든 선수는 공을 팔이나 손으로 건드려선 안 되며(스로인 상황 예외), 그 외의 모든 신체 부위로 플레이가 가능하지만 일반적으로 발의 사용도가 가장 높다.
일반적인 경기에서, 선수들은 드리블, 패스, 슛 등을 통하여 득점을 올리기 위한 시도를 하며, 이에 골키퍼는 상대편의 슛을 막아냄으로써 득점을 저지한다. 공의 점유권을 상대 팀에게 빼앗겼을 경우엔 그 공을 다시 되찾기 위해 상대 팀의 패스를 차단하거나 태클 등을 시도한다. 축구는 공이 경기장 라인 밖으로 나가거나 심판이 멈추지 않는 이상 정지되지 않는다. 경기가 정지되었을 경우, 상황에 따른 특정한 방법을 통해 재개된다.
프로축구 경기에서는 일반적으로 많은 골이 나오지 않는다. 예로서 프리미어리그 2005-06에서는 경기당 평균 2.48 골이 나왔다. 규칙상으로는 골키퍼 외에 포지션을 규제하지 않지만, 선수 별로 포지션을 나누어 특정한 역할을 맡는 것이 일반적이다. 포지션은 크게 스트라이커(또는 공격수), 미드필더, 수비수로 나눌 수 있다. 스트라이커와 공격수는 직접 득점을 올리는 것이 주 목적이며, 미드필더는 공의 점유와 상대편의 공 소유권 탈환 및 공격수와 수비수의 연결, 수비수는 상대편의 득점을 저지하는 역할이다. 이 세 포지션 내에 있는 선수는 골키퍼와의 분별을 위해 아웃필드 선수(Outfield players)로 분류하며, 각 포지션은 다시 위치별로 나뉘고 해당 선수는 그 위치에서 경기 시간의 대부분을 보내게 된다. 예로서, 미드필더는 위치별로 중앙, 왼쪽, 오른쪽으로 나뉘며, 이 또한 성질에 따라 공격형과 수비형으로 나뉜다. 10명의 아웃필드 선수들은 어떠한 형태로든 득점과 방어에서 조화를 이루게끔 구성된다. 각 포지션별의 선수의 수는 팀의 경기 성향을 나타내기도 한다. 많은 공격수와 적은 수비수를 둔 팀은 빠르고 공격적인 플레이를 지향하고자 하는 의도일 것이며, 그 반대의 경우는 느리고, 수비적인 플레이를 할 가능성이 높다. 선수들은 주어진 포지션에서 경기 시간의 대부분을 보내기 때문에, 작전 여하에 따라 움직임에 제한이 있는 경우가 있고, 감독이나 개인의 판단에 따라 경기 중 언제든지 포지션을 바꿀 수 있다. 선수들의 포지션 배치도는 ‘포메이션’이라고 하며, 이는 감독의 특권이자 감독이 의도하는 전술과 성향을 나타내기도 한다.

## 축구 전술과 기술
축구 선수들과 감독들은 경기에서 이기기 위해 다양한 전술과 기술을 꾸준히 개발해 왔다. 비록 축구가 상대편보다 더 많은 득점을 올리는 것이 승리 요건인 단순한 규칙을 기반으로 시작된 스포츠이지만, 단체 종목인 축구의 특성 상 선수 개개인의 기량을 극대화하여 보다 탄탄한 전술로 잘 조직된 팀이 승리할 가능성이 더 크다. 여러 팀 전술과 개인 기술의 발전은 축구를 단순한 공놀이가 아닌, 보다 흥미롭고 세련된 스포츠로 만드는 데 기여하고 있다.
또한 프로화된 축구에서 기술은 개인의 역량과 기량을 가늠하는 척도가 되며, 전술은 선수 개개인을 조합하여 경기를 승리로 이끌기 위해 짜이는 큰 틀로써 설명된다. 개인 기술이 반드시 전체 팀의 경기력으로 이어지는 것은 아니며, 전술 또한 개인 기술 없이는 이론일 뿐이기 때문에, 전술과 기술은 밀접하고도 유기적인 관계를 맺고 있다. 내용과 사용 여부에 따라서 서로 보완할 수도, 또는 서로 얽매일 수도 있는 양날의 검이다.

### 포지션과 포메이션

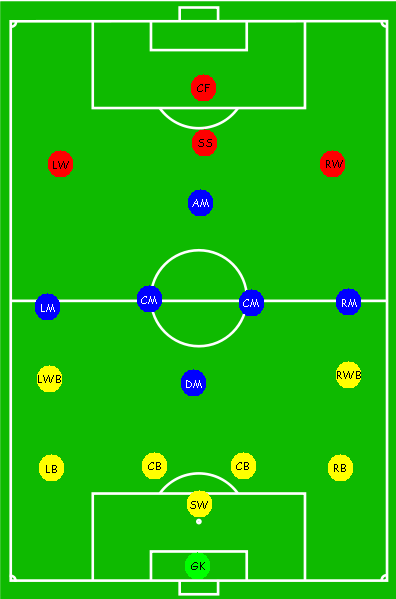
선수 위치와 포지션

축구에서, 각 팀 열한 명의 선수들은 경기 시에 특별한 위치에서 경기를 하게 되는데, 이를 포지션이라고 한다. 한 팀은 골키퍼 한 명과 열 명의 아웃필드 선수로 구성된다. 아웃필드 선수 열 명은 다시 크게 수비수, 미드필더, 공격수로 나뉜다. 각각의 포지션도 전술적인 역할에 따라 다시 여러 종류로 나뉠 수 있으며, 선수들에게 각기 다른 역할을 요구하게 된다.
예를 들어 골키퍼는 일반적으로 큰 키에 순발력과 적절한 상황 판단력 등이 매우 중시된다. 반면 중앙 수비수는 골키퍼 마찬가지로 큰 키를 요하면서도 몸싸움에 능해야 하지만 측면 수비수의 경우에는 뛰어난 스피드와 체력, 기본적인 볼 컨트롤이 요구된다. 미드필더는 세부적인 포지션별로 요구 사항이 달라지기는 하지만 일반적으로 드리블과 패스가 중시되며, 또한 중원을 경기 내내 뛰어다녀야 하기 때문에 좋은 체력이 요구된다. 공격수는 일반적으로 우수한 개인기와 골 결정력을 요하며, 그밖의 세부적인 영역에 따라 추가로 요구되는 사항이 다를 수 있다. 이렇게 선수들에게 포지션 별로 요구되는 신체 조건과 그에 걸맞은 역할 수행은 한 팀이 경기를 수행하는 데 매우 중요한 요소이다.

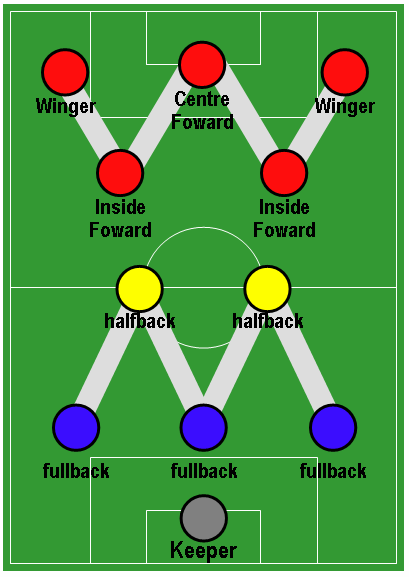
초기 포메이션 중 하나였던 W-M 시스템

이렇게 선수 개개인의 포지션을 위치를 숫자로 나타낸 것을 포메이션이라고 한다. 포메이션은 보다 조직적인 플레이로 상대 팀보다 더 많은 득점과 더 적은 실점을 하는 것에 그 목적이 있다. 축구 초창기에는 포메이션이 존재하지 않았다. 하지만 시간이 흐르고 전략과 전술로 경기를 이기는 것이 일반화되면서 구체적인 포메이션이 등장하게 되었다. 최초의 포메이션은 잉글랜드와 스코틀랜드의 친선전에서 등장한 2-2-6 포메이션으로, 당시의 여느 축구팀과 다르지 않게 10명 전원이 무질서하게 공격과 수비를 겸하던 영국팀과 다르게 2-2-6 포메이션을 이용해 처음으로 체계적인 전술을 선보인 스코틀랜드 팀이 선전했다. 이후 포메이션은 발전해 1890년대에 일반화된 피라미드 포메이션은(2-3-5)이었다. 1930년대 들어서는 W-M(3-2-2-3) 시스템이 일반화되었는데, 이 포메이션은 공격수와 수비수들의 구분을 명확하게 했다. 1950년대에 이르러서는 이전까지 공격수와 수비수로 단순히 구분되던 것이 발전하여 중원에서 플레이하는 미드필더의 분화가 시작되었다. 이때 등장한 것이 브라질 대표팀이 즐겨 사용했던 4-2-4 포메이션이었다. 하지만 이때까지만 해도 이 포메이션은 공격수와 수비수를 강조한 포메이션이었다. 브라질은 이후 이를 변형한 4-3-3 포메이션도 선보인다.

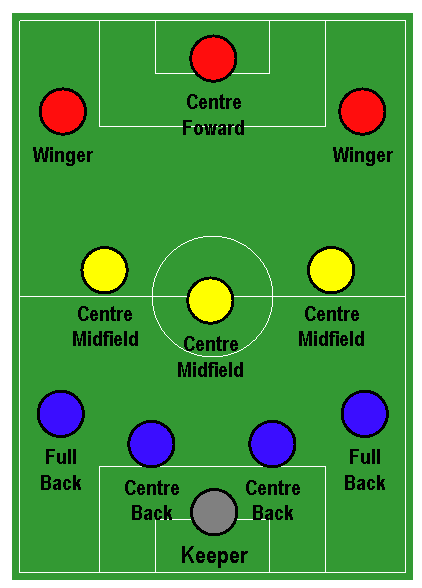
현재 가장 보편화된 포메이션 중 하나인 4-3-3 포메이션

이 무렵 이탈리아에서는 빗장수비, 일명 카테나치오라는 전술이 사용되었다. 이 전술은 수비의 강화에 일조를 했지만 반면에 축구 경기를 단조롭게 만들었다는 비난도 받았다. 한편, 축구 종가라고 일컬어지는 잉글랜드 대표팀은 브라질의 4-2-4에서 공격수 2명을 중원으로 끌어내린 4-4-2 포메이션을 선보였다. 그리고 1974년 서독 월드컵에서 네덜란드 대표팀은 토털 풋볼을 선보이게 된다. 이 전술은 전원 공격과 전원 수비를 추구하며 공간을 폭넓게 사용하므로 체력이 매우 강조되는 전술로 당시엔 매우 충격적인 것이었다. 그 이후 현재까지 포메이션은 더욱 분화되면서 5-3-2, 3-4-3, 3-5-2, 4-3-3 포메이션 등이 등장했으며, 여기에 몇 가지 옵션을 활용하는 더 세부적으로 분화된 4-2-3-1, 4-3-1-2, 4-1-4-1 등의 4열 계열 전술도 등장하고 있다. 이로 인해 오늘날 각 축구팀이 선보이는 포메이션은 제각기 다양하다.
포메이션은 4-4-2, 3-5-2 같은 숫자의 형태로 나타내는데, 여기서 골키퍼는 제외되며 10명의 아웃필드 선수들만 나타낸다. 앞의 숫자부터 차례대로 수비수, 미드필더, 공격수의 숫자를 나타낸다. 이를테면 4-4-2 같은 경우는 수비수 4명, 미드필더 4명, 공격수 2명의 형태이며, 3-5-2 같은 경우는 수비수 3명, 미드필더 5명, 공격수 2명의 형태라고 할 수 있다. 이 포메이션의 형태에 따라서 이 팀이 공격적인 성향을 갖는지, 수비적인 성향을 갖는지도 판단이 가능하다. 하지만 포메이션의 숫자들만으로는 이 팀이 추구하는 축구 전술을 완벽히 이해할 수는 없다. 왜냐하면, 포메이션의 숫자들은 단순히 해당 포지션의 선수 숫자에 불과하기 때문이다. 그러므로 경기 운용 시에는 포지션의 숫자에 연연하여 경기를 운영하기보다는 이를 유연하게 활용할 필요가 있다.

#### 포지션에 따른 등번호
감독의 재량에 따라 등번호는 포지션과 상관없이 달라질 수는 있으나 일반적인 포지션에 따르는 등번호는 다음과 같다.
- GK
  - 1 - 골키퍼
  - 13 - 백업골키퍼
- DF
  - 2, 3 - 풀백
  - 4, 5, 15 - 센터백
- MF
  - 6 - 수비형 미드필더
  - 7, 11, 17 - 윙어 (7번:팀의 상징, 11번:가장 빠른 선수, 17번:세컨드 7번)
  - 8 - 중앙 미드필더
  - 10 - 공격형 미드필더 (10번:에이스, 플레이메이커)
- FW
  - 9, 10 - 중앙 공격수 (9번:득점 기계, 10번:에이스)
  - 7, 11, 17 - 윙어 (7번:팀의 상징, 11번:가장 빠른 선수 17번:세컨드 7번)
- 축구는 그라운드에는 11명이 뛰지만 실제로 축구팀의 선수 총원은 교체선수를 포함하여 한 팀당 총 23명으로 구성되어 있으며 마지막 23번은 감독 재량으로 포지션이 정해지지만 통상적으로는 청소년 국가대표의 유망주 중에서 가장 뛰어난 선수를 성인국가대표로 승격시켜서 활용한다.(예를 들면 2002년 FIFA 월드컵에서 카카가 이에 해당된다.) 그 이유는 이 선수가 차기대회에서 팀의 중심이 되어야 하기 때문이다. 물론 이 23명은 각 포지션당 다른 포지션은 다 2명씩이고 골키퍼만 3명으로 구성되어 있다. 후보 선수를 포함한 팀 당 인원은 절대적인 것은 아니며, 사정에 따라 대략 18명에서 25명 사이에서 재량에 따라 결정된다. 참고로 월드컵 본선 경기는 각 팀당 선수 인원을 스물세 명(골키퍼 세 명 포함)으로 정해져 있다. 2010년 광저우 아시안 게임은 스무 명(골키퍼 두 명 포함)이었다.

### 기술

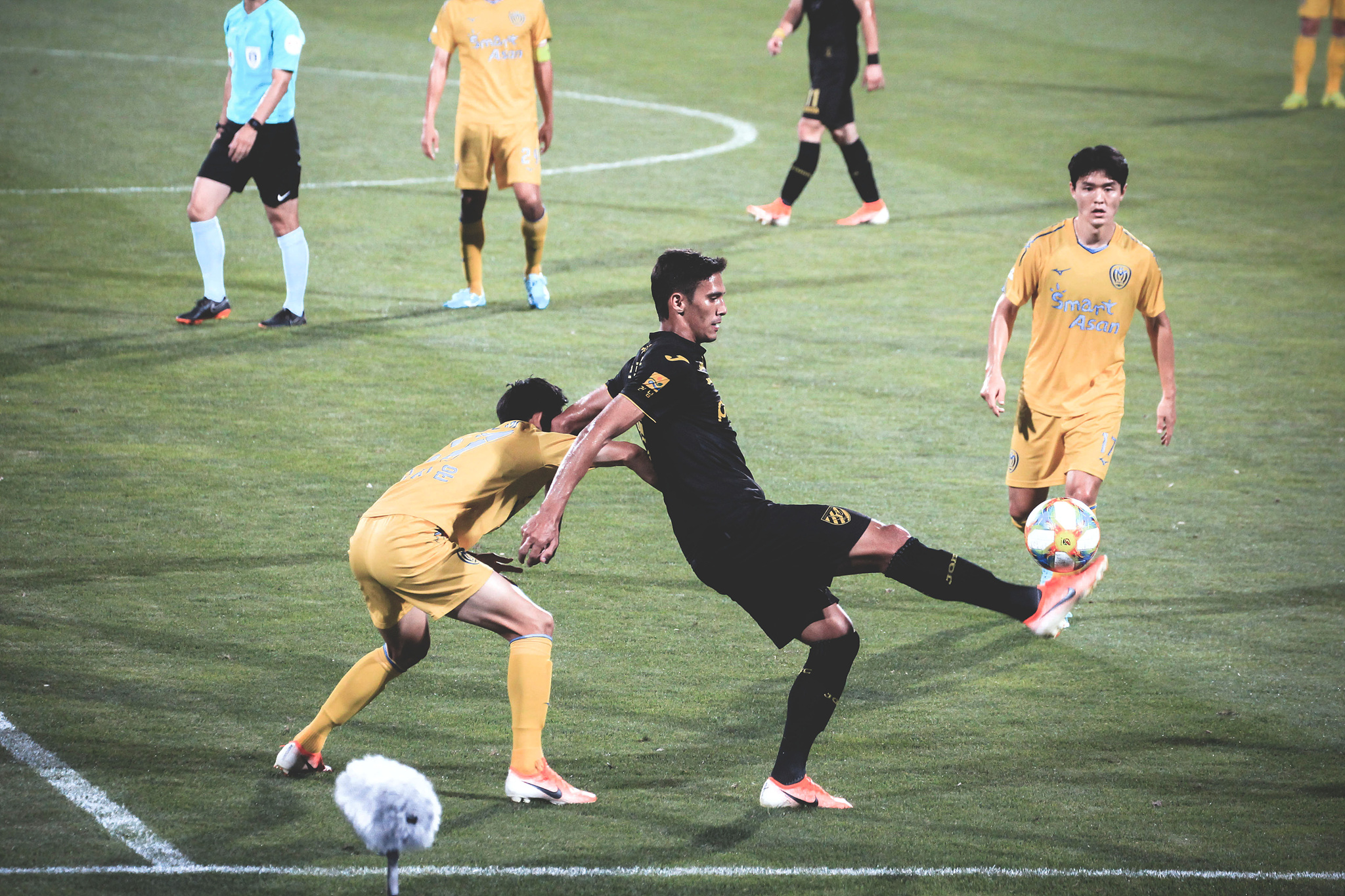
축구 선수가 퍼스트 터치로 볼을 잡고 있다.

축구를 할 때 몇 가지의 필요한 기본기가 있다. 그중 가장 기본적인 것은 패스로 축구를 패싱 게임이라고도 한다. 그리고 이는 선수들에게 볼 컨트롤 능력과 함께 선수에게 가장 필수적인 요소 중 하나이다. 패스는 모든 팀 전술의 기초가 되는 기술이며, 그 때문에 패스는 최소한 보내는 사람(Passer)과 받는 사람(Receiver)의 움직임으로 구성된다. 따라서 패스의 정확성과 상호 협조는 경기를 리드하는 데 매우 필수적이다. 패스의 종류는 크게 인사이드 패스, 아웃사이드 패스, 인스텝 패스, 힐 패스 등으로 나뉜다.
드리블도 축구에서 가장 필수적인 요소 중 하나인데, 드리블은 상대방의 움직임에 대응하여 볼을 컨트롤하며 이동하는 것을 말한다. 따라서 드리블의 속도와 상대방을 속일 수 있는가의 여부가 드리블의 성공에서 매우 중요하다. 드리블링은 개인이 단독적으로 구사가 가능한 부분이므로 드리블은 선수별로 각각의 특성을 지니고 있다. 그렇다고 하여 드리블이 팀 전술과 무관한 것은 아니다. 최근에는 토탈 풋볼과 같은 빠른 공수 전환이 이루어지는 축구, 그리고 패스 위주의 경기가 진행되며 드리블의 중요성이 줄어든 경향이 있다. 하지만 축구 선수들의 현란한 드리블은 여전히 축구팬들에게 경탄의 대상이라는 점은 부인할 수 없다. 유명한 드리블 기술로는 마르세유 턴, 크루이프 턴, 레인보우 킥 (사포), 플립 플랩, 라크로케타 (팬텀 드리블), 스텝 오버 (헛다리짚기) 등이 있다.
트래핑은 발 이외의 전신(단, 손과 팔 부분 제외)을 사용하여 공을 받는 기술을 말한다. 흔히 볼 처리 능력이라고도 하며 공을 받은 뒤 다음 동작으로 나아가는 데 대한 사전 동작이므로 매우 중요한 역할을 한다. 여러 가지 방법이 있지만 방법 자체보다는 감각적으로 받아들이는 것이 중요한 기술이다.
슈팅은 축구 경기의 승패를 가르는 득점을 하기 위한 최종 기술로 볼 수 있다. 그만큼 슈팅의 중요성은 매우 큰데, 그렇기 때문에 찬스가 왔을 때 잘 성공시키는 것이 매우 중요하다. 이러한 찬스를 잘 성공시키기 위해서는 평소 슈팅 감각에 대한 연습이 수반되어야 한다. 일반적인 슈팅 동작은 킥이나 패스의 동작과 크게 다를 것이 없다.
킥은 공을 발로 차는 기술을 가리키며, 킥은 차는 발의 부위에 따라서 인사이드 킥, 아웃사이드 킥, 인프런트 킥, 아웃프런트 킥, 인스텝 킥, 힐 킥, 토 킥 등으로 나뉘고, 그밖에 차는 순간의 자세에 따라 발리 킥, 오버헤드 킥, 시저스 킥 등으로도 구분한다.
헤더는 머리(혹은 이마)를 사용하여 공을 처리하는 기술이며 패스, 슛, 수비를 위한 클리어링 등 다양한 상황에서 사용된다. 스탠딩 헤더, 점프 헤더, 다이빙 헤더, 백 헤더 등이 있다.
태클은 상대방의 공을 뺏는 모든 기술을 의미한다. 축구 선수들에게 이 기술은 가히 필수적이라 할 수 있다. 태클의 종류로는 인터셉트, 어깨 차징, 스탠딩 태클, 슬라이딩 태클 등이 있다. 태클을 잘못하면 상대가 넘어져 부상을 입을 수도 있어 유용하지만, 때로는 위험한 기술이기도 하다.
퍼스트 터치는 축구에서 패스 받을 때 가장 처음 가슴, 허벅지, 인사이드(발안쪽) 등, 볼을 건드려 공을 멈추게 하거나 가고자 하는 방향으로 트는 것이다.흔히 퍼스트 터치라는 표현보다 볼트래핑이라고 자주 쓴다. 퍼스트 터치를 잘하는 선수로는 베르캄프를 빼놓을 수 없다. 베르캄프는 퍼스트 터치를 할 때 몸에 착 달라 붙듯이 자기 몸에서 1m내의 볼로 트래핑한다. 베르캄프 뿐만 아니라 유럽의 탑클래스 선수들은 거의 대부분 좋은 퍼스트 터치를 가지고 있다.

## 경기 규칙
한 팀 당 열한 명이며, 두 팀이 공 한 개를 사용한다. 공을 상대팀의 골대에 넣으면 점수를 얻으며, 정해진 시간 내에 더 많은 점수를 얻은 팀이 이긴다. 공은 신체의 거의 모든 부위로 다룰 수 있지만, 골키퍼를 제외한 나머지 선수들은 손이나 팔로 공을 다룰 수 없다. 만약 골키퍼 이외의 선수가 손이나 팔로 공을 다루면, 반칙이 선언되고 옐로카드를 받는다. 고의성이 심할 경우 레드카드를 받는 경우도 있다. (2010년 남아공 올림픽 8강전에서 수아레즈가 골대안으로 들어가는 공을 손으로 쳐내서 레드카드를 받은 적이 있다.) 축구의 규칙은 IFAB에서 정한다.

### 공
축구가 하나의 놀이로서 처음 생겼을 때 사용된 공 혹은 발로 차기 위한 도구로 아마 천이나 짚으로 뭉친 덩어리가 쓰였을 것으로 추정된다. 축구와 유사한 운동이 존재한 몇몇 나라에서는 돼지의 오줌보 등도 사용되었다.
축구가 공식적으로 경기의 모습을 갖추고 인간 기술이 발달함에 따라 바람을 넣어 둥근 모양으로 만든 축구공이 고안되었다. 오랫동안 공의 껍질의 재료로는 가죽이 쓰였으나 오늘날에는 수중 경기에도 일정한 공의 무게 유지에 적합한 합성 재료가 쓰이고 있다.
- 공의 무게: 410 ~ 450 그램
- 공의 둘레: 68 ~ 70 센티미터

### 경기장
골대를 가로지르는 경기장 양쪽 끝의 선을 골라인이라 하고, 두 골라인의 끝을 잇는 선을 터치라인이라 한다. 양쪽 터치라인의 중간지점을 잇는 센터라인이 있으며, 센터라인의 중앙에 센터서클이 있다. 또, 각 진영마다 골라인으로부터 16.5미터의 페널티 에어리어(길이 40.3미터)와 5.5미터 떨어진 골키퍼 에어리어(18.3미터)가 있다.
- 국제 성인 경기의 경우 터치라인의 길이는 100~110미터이고 골라인의 길이는 64~75미터이며, 비국제 경기의 경우 각각 터치라인은 90~120미터, 골라인은 45~90미터이다. 2008년 국제 축구협회 평의회(IFAB)는 새롭게 지어지는 경기장의 터치라인과 골라인 길이를 각각 105미터, 68미터로 통일하기로 결정하였고 FIFA 집행위원회도 이를 따르기로 결정하였으나,[37] 이후 이 결정은 보류되어 실제로 적용되지는 않았다.[38]
- 센터서클과 아크서클은 각각 센터스폿과 페널티스폿을 중심으로 반지름 9.15미터의 원과 호이다.
- 페널티킥을 차는 지점은 골라인으로부터 11미터 떨어져 있으며, 공격 측의 키커와 수비 측의 골키퍼를 제외한 모든 선수는 키커가 공을 차는 순간까지는 공을 놓은 지점으로부터 9.15미터 아크서클 밖에 위치해야 한다. 이와 마찬가지로, 경기 시작 시, 또는 골 이후 경기 재개 시엔 공격 측의 두 선수를 제외한 나머지 모든 선수는 공이 움직이기 전까지는 공을 놓은 지점으로부터 9.15미터 센터서클 밖에 위치해야 한다.
- 성인 축구에서 골대의 규격은 골포스트 높이 2.44미터, 크로스바 길이 7.32미터이다.

실제 축구 경기가 이루어지는 부분을 피치라고 하는데, 국제 경기를 치르려면 반드시 피치가 천연 또는 인조 잔디로 덮여 있어야 한다. 위와 같은 규격을 만족하는 잔디밭이라면 어디서든 축구를 할 수 있기 때문에, 많은 축구 경기는 육상 경기 등을 같이 치르기 위해 세워진 다목적의 종합경기장에서 진행되고 있다. 하지만 축구가 많은 인기를 누리는 나라에는 축구 경기만을 위해 만들어진 축구 전용 경기장도 여럿 존재하고, 경기 관전의 편의성 때문에 전용 경기장에서 경기하는 것이 점차 늘어나는 추세이다.

### 선수의 수와 장비
- 안전 : 경기자는 자신이나 다른 경기자에게 위험스러운 장비 또는 물건을 착용하거나 사용해서는 안 된다 (보석류 포함)
- 기본 장비 : 경기자의 기본 장비는 상의, 하의(보온 바지를 착용할 경우는 하의의 기본 색상과 같아야 한다), 양말, 정강이 보호대, 신발로 이루어진다고한다.
- 정강이 보호대 : 스타킹으로 완전히 덮인 상태여야 하고, 적절한 재료로 만든 것(고무, 플라스틱 또는 이와 유사한 물질)이어야 하며, 보호의 정도에 무리가 없는 장비여야 한다.
- 골키퍼 : 각 골키퍼는 다른 경기자나 주심 또는 부심과 구별되는 색의 옷을 착용해야 한다.
- 위반/처벌 : 본 규칙을 위반할 때에는

- 플레이를 중지시킬 필요는 없다.
- 경기자의 장비가 잘못되어 있으면 경기장을 떠나서 그의 장비를 고치도록 주심이 지시한다.
- 이미 장비를 바르게 했을 경우를 제외하고 다음 경기가 중단되었을 때 경기장 밖으로 내보낸다.
- 어떤 선수건 경기장을 떠나 장비를 고친 뒤 주심의 허락 없이는 재입장하지 못한다.
- 주심은 그를 경기장에 재입장하도록 허락하기 전에 경기자의 장비가 올바른지 점검한다.
- 경기자는 볼이 아웃 오브 플레이 때에만 재입장이 허용된다. 본 규칙의 위반으로 경기장을 떠났다가 주심의 허락 없이 경기장에 입장(또는 재입장)했을 때, 주심은 옐로카드를 보여 경고 조치한다.
- 플레이의 재개 : 주심이 선수의 장비와 관련하여 경고 조치를 행하려고 플레이를 중지시켰다면 볼이 있던 지점에서 상대팀의 간접 프리킥으로 경기를 재개한다.[39]

### 심판

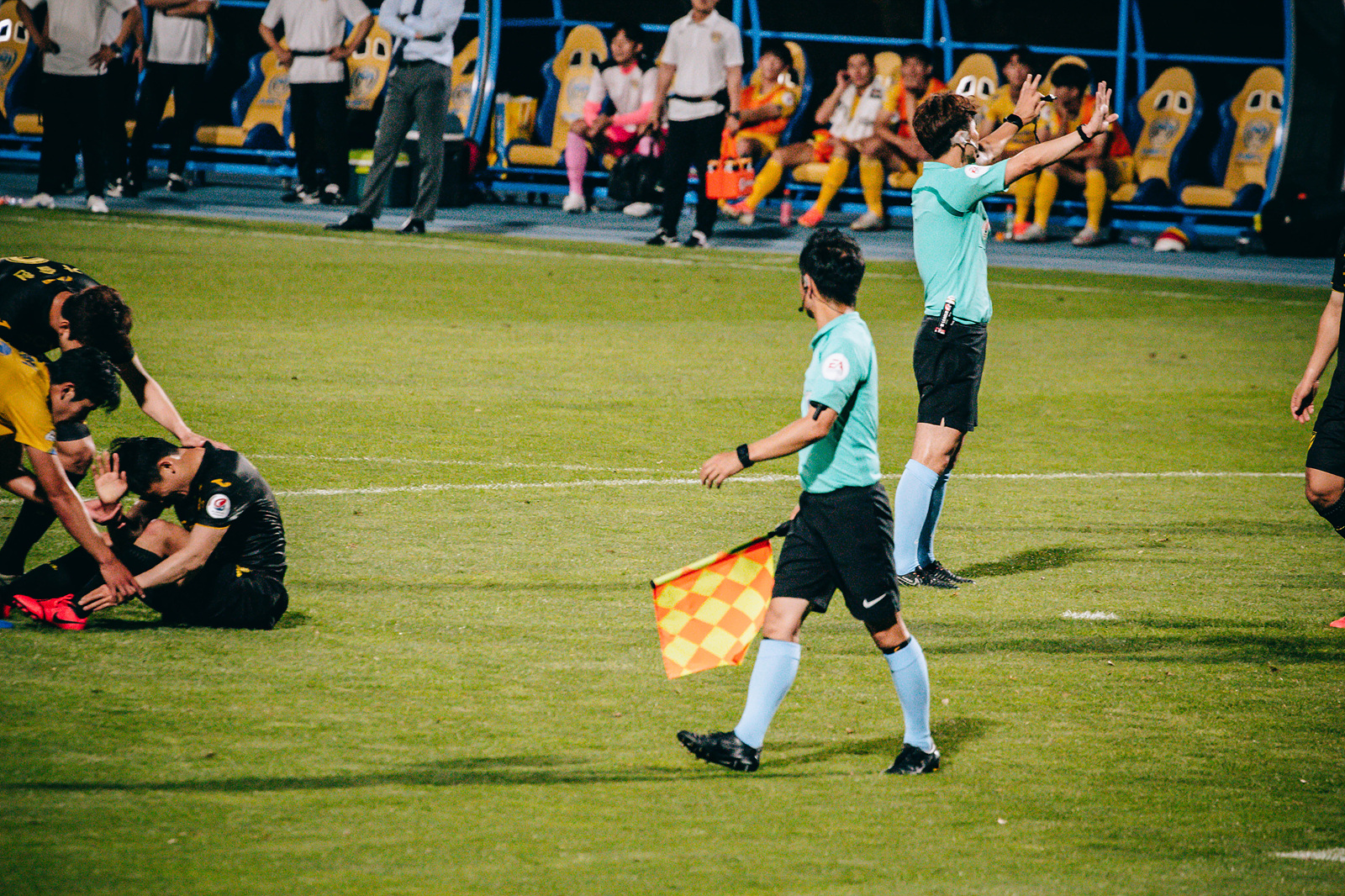
축구 경기 중 심판의 모습. 깃발을 들고 있는 사람이 부심이다.

경기장 내에는 총 4명의 심판이 있다. 경기장 안에서 총괄하는 주심과 양쪽 터치라인에서 오프사이드나 주심이 보지 못한 파울 등을 지켜보는 부심이 두 명 있다. 또한 주심이 정한 추가 시간이나 벤치의 교체 신호를 알리는 대기심이 있다.
주심은 파울 등에 휘슬을 불어 파울이나 오프사이드를 줄 수 있는 권한이 주어지며, 최종적으로 심판을 내릴 수 있다. 그에 반해 부심은 오로지 주심에게 어떤 파울이나 오프사이드를 주심에게 “권유”할 수 있는 자격밖에 주어지지 않는다. 또한, 주심은 마치 ‘땅’과 같기 때문에 공이 주심에 맞더라도, 경기는 공이 주심에 맞지 않았을 때와 완전히 동일하게 진행된다.
부심에게는 깃발이 주어지며 깃발을 통해 주심에게 파울이나 오프사이드를 전할 수 있게 된다.
최근, 축구에서 많은 오심이 일어나자, 다른 스포츠처럼 비디오 판정을 내릴 수 있게 해야 한다고 주장이 대두되어, 비디오 판독심(VAR)이 도입되었다.
특히 골에어리어 안에서 발생하는 반칙을 정확히 판단하기 위해서 양쪽 골대 옆에 추가 심판을 투입하는 방식이 검토되기도 했다.

### 경기 시간과 동점 시 처리 방법
축구 경기는 일반적으로 전반전, 후반전으로 각각 45분씩 총 90분으로 치른다. 하프타임은 15분이다. 경기 도중 반칙 등의 상황이 있어도 축구 경기의 시간은 잠시도 멈추지 않고 계속 흘러간다(다만 이 손실 시간을 어림잡아 주심이 추가 시간을 주는 것이 보통이다). 전반전과 후반전 45분이 경과한 후에는 추가 시간이 주어지며, 보통 1~5분 범위에서 주심이 결정하며, 최대10분까지 추가시간을 부여할 수 있다. 심판은 경기 상황에 따라 추가 시간을 조절할 수 있다.
주심은 경기 진행에서 시간 관리를 주관하며, 선수 교체나 부상 선수 등에 따르는 경기 중단과 재개의 권한이 있다. 추가 시간(additional time)은 연장 시간(injury time), 로스타임(loss time), 스토피지 타임(stoppage) 등으로도 불리며, 전적으로 주심의 판단에 따른다. 주심만이 경기 종료를 선언할 수 있으며, 전후반 종반에 대기심이 주심의 추가 시간 사인을 받아 번호판을 올려 선수와 관객에게 알린다. 이렇게 미리 공개된 추가 시간은 상황과 주심의 의도에 따라 더 길어질 수 있다.
친선 경기나 평가전, 리그 경기 등의 경우에는 후반전 종료와 함께 경기가 끝나지만, 월드컵과 같이 반드시 승부를 내야 하는 토너먼트 경기일 경우에는 연장전을 치른다. 연장전은 전후반 각각 15분, 총 30분의 경기 시간이 주어진다.
연장전을 해도 승부가 안 나면 승부차기로 돌입하는데(연장전을 치르지 않고 승부차기로 돌입하는 경우도 있다), 20세기 초반만 해도 재경기에 돌입했으나, 이 제도가 채택되면서 거의 모든 축구 대회에서 이 방법을 택한다. 진행 방식은 돌아가면서 5명의 키커가 번갈아 가면서 차는데, 모든 선수가 다 차기 전에는 찼던 선수는 찰 수 없으며, 5:5로 무승부가 되면 계속 승부를 겨루고, 그 전에 승부가 나는 경우도 있다(4:2의 경우). 연장전에서 기록된 득점은 최종 스코어에 반영되지만, 승부차기는 단지 진출자를 가리기 위한 수단이기 때문에 최종 스코어에 반영되지는 않는다(단, 경기 결과로서 기록은 되며, FA컵이나 풋볼 리그컵에서는 첫 번째 무승부일 시 재시합으로 돌입).
1990년대 후반에는 IFAB에서 골든골 제도를 시범 실시했다. 골든골은 연장전 동점 상황에서 어느 한 팀이 골을 넣게 되면 경기가 바로 끝나는 방법으로, 1998년 FIFA 월드컵과 2002년 FIFA 월드컵에서 실시되었다. 골든골 제도는 연장전에서 선수들이 지나치게 수비적으로 임하게 만든다는 비판으로 2004년에 폐지되었고, 대신에 실버골 제도가 시행되었는데 연장 전반까지는 일단 경기를 다 치른 후 승부가 나지 않을 경우에는 연장 후반을 모두 치르는 제도이다. 하지만 실버골 제도의 실효성도 의심되어 현재는 폐지되었다. 최근에는 연장전을 없애고 바로 승부차기로 넘기는 제도가 논의되기도 했다.
청소년 경기의 경기 시간은 전후반 각각 40분씩 총 80분으로, 성인 경기에 비해 10분이 짧다. 연장전도 전후반 각각 10분씩 총 20분의 경기 시간이 주어져 성인 경기의 연장전보다 10분이 짧다.
축구 경기를 토너먼트로 진행할 경우에 홈과 원정 경기를 한 번씩 갖는 경우가 있다. 이 경우에는 1차전과 2차전의 점수를 합산한 뒤, 더 많은 골을 넣은 쪽이 다음 라운드로 진출하게 된다. 두 팀이 넣은 골의 숫자가 같은 경우에는 원정 다득점 원칙이 적용되어, 원정 경기 득점이 더 많은 팀이 다음 라운드에 진출한다. 두 팀의 골 숫자가 같고 원정 경기에서의 골 숫자에도 차이가 없는 경우, 연장전을 진행하거나 승부차기로 승패를 가늠한다.

### 반칙과 오프사이드

옐로카드는 경고를, 레드카드는 퇴장을 의미한다. 카드의 색상은 1970년 FIFA 월드컵에서 처음 사용되기 시작하여 현재에 이르고 있다.

축구에서 반칙한 선수에게 옐로카드 또는 레드카드가 주어진다. 경고로 충분한 경우는 옐로카드를, 선수가 경기장 밖으로 나가야 된다고 생각될 때는 심판이 레드카드를 꺼내든다. 옐로카드가 2장이 누적되면 레드카드를 받았을 때와 마찬가지로 퇴장된다. 옐로카드가 2장 누적되었거나 레드카드를 받고 퇴장된 선수에 대해서는 교체가 허용되지 않으며, 해당 팀은 필드에서 뛰는 인원이 줄어든 상태에서 그대로 경기에 임해야 한다. 퇴장은 각 팀 당 4명까지 허용되며, 5명째 퇴장된 선수가 발생하는 순간 경기는 중단되고 해당 팀의 몰수패가 선언된다. 반칙에 대한 벌칙으로 반칙을 당한 상대 팀에게 직접 프리킥이나 간접 프리킥 기회를 주게 되는데, 모든 프리킥은 차는 순간 인플레이가 성립되며 오프사이드도 적용된다. 킥을 하기 전에 공은 반드시 정지 상태여야 한다. 상대편 선수는 공으로부터 최소한 9.15미터(10야드)를 떨어져야 한다.
- 직접 프리킥 : 키커가 차서 공이 골로 들어가면 골로 선언된다.
- 간접 프리킥 : 키커가 찬 공이 심판을 제외한, 키커가 아닌 선수를 접촉한 후에 골대로 들어가야 골로 선언된다. 즉, 키커가 찬 공이 그대로 골에 들어가도 무효가 된다.
- 페널티킥 : 페널티 에어리어 안에서 직접 프리킥에 해당하는 반칙을 한 경우 선언된다. 골키퍼는 키커가 공을 차기 전에 앞으로 움직일 수 없고 다만 좌우의 평행 이동만 가능하다. 키커와 골키퍼를 제외한 선수들은 페널티킥 스팟으로부터 9.15미터를 떨어져야 한다. 간접 프리킥에 해당하는 반칙의 경우에는 그러하지 않고 상대편은 벽을 세울 수 있다. 9.15미터를 벌릴 수 없는 경우에는 골라인에서 벽을 세울 수 있다. 토너먼트에서 연장후반까지 무승부가 될 경우 승부차기로 승부를 결정한다.

한편, 축구에서 가장 복잡한 규칙이 오프사이드 반칙이다. 공격 측 선수가 일반적인 플레이 상황에서 수비 측 진영에서 골키퍼를 포함하는 상대 팀 2명 앞에 있는 선수에게 볼을 전달하면 오프사이드가 성립한다. 만약 오프사이드 위치에 있는 선수에게 패스를 의도하지 않더라도 공이 선수 몸에 맞는 굴절 등의 이유로 그 선수에게 향했다면 오프사이드가 선언된다. 그러나 오프사이드 위치에 있는 선수가 플레이가 관여하지 않았다면 오프사이드는 선언되지 않는다. 오프사이드 성립 시 간접 프리킥이 주어진다. 골킥 및 스로인에서는 오프사이드 규칙이 적용되지 않는다. 그리고 하프라인 이전의 필드에서도 오프사이드 규칙이 적용되지 않는다.
또한, 손 또는 팔을 공에 대는 경우에 범하는 반칙을 핸드볼 반칙이라 부르며, 영어로는 핸드볼(handball)이라고 한다. 골키퍼는 페널티 에어리어 안에서 손을 사용할 수 있지만, 일반 선수들은 스로인(throw in)을 제외하고는 손을 사용할 수 없다. 이를 어기게 되면 핸들링이 되어 상대편에게 직접 프리킥이 주어진다. (페널티 에어리어 안에서는 페널티킥이 주어짐.) 핸들링 반칙도 상당히 주관적인 관점에서 주심이 판단하기 때문에 종종 논란을 불러일으킨다. 공이 팔에 닿았다 하더라도 주심이 선수의 의도성이 없다고 판단하면, 반칙으로 인정되지 않으며 경기는 그대로 진행된다. 만약 명백하게 의도적으로 핸들링 반칙을 범한 것이라면, 주심은 옐로카드를 선수에게 주어야 한다.

### 볼의 인 플레이와 아웃 오브 플레이
축구의 규칙은 경기 중 상황을 ‘볼의 인 플레이’(ball in play)와 ‘볼의 아웃 오브 플레이’(ball out of play) 두 가지로 구분한다. 전반과 후반의 시작은 킥오프(kick-off)로 개시되며, 볼이 경기장 밖으로 나가거나 심판이 경기를 멈추지 않는 한 볼은 항상 인 플레이이다. 볼이 아웃되었을 때는, 어떻게 아웃되었는지에 따라 경기는 아래의 여덟 가지 방법으로 재개된다.
- 킥오프 (Kick) : 상대편이 득점을 했을 때 주어지며, 전반과 후반 및 각 연장전의 시작에 주어진다.
- 스로인(Throw-in) : 볼이 터치라인 밖으로 나갔을 때, 마지막으로 맞고 나간 선수의 상대편은 공을 두 손으로 잡아 머리 위로 던질 수 있다.
- 골킥(Goal kick) : 상대편의 선수에 의해서 볼이 골라인 밖으로 나갔을 때, 수비 팀에게 주어진다. 골킥은 최초의 킥에 한해서 오프사이드 규칙이 적용되지 않는다.
- 코너킥(Corner kick) : 수비 팀의 선수에 의해 볼이 골라인 밖으로 나갔을 때, 공격 팀에게 주어진다.
- 간접 프리킥(Indirect free kick) : 상대편이 사소한 반칙을 했을 때에 주어진다. 별다른 파울 없이도 주의 등을 주기 위해 경기가 정지되었을 때에도 주어진다. 간접 프리킥에서 직접 득점을 올려서는 안 된다(심판을 제외하고, 키커가 아닌 다른 선수에 접촉한 후에 골대로 들어가야 골로 인정됨).
- 직접 프리킥(Direct free kick) : 상대편이 중요 반칙(penal foul)을 했을 경우 주어진다. 직접 득점을 올릴 수 있다.
- 페널티킥(Penalty kick) : 상대편이 수비 중 페널티 에어리어 안에서 반칙을 했을 경우 주어진다.
- 드롭볼(Dropped-ball) : 심판이 선수의 부상, 외부자의 경기 진행 방해, 볼의 결함 등을 이유로 경기를 중단시켰을 경우, 양 팀의 선수들에게 공정하게 진행된다. 성인 경기에서는 자주 일어나지 않는다.

### 기권
공식 경기 개최 거부 또는 속행 거부 등 어느 한 팀의 귀책 사유로 인하여 개최 불능 또는 중지(중단)되었을 경우, 해당 귀책 사유가 있는 팀이 0:2로 패배(몰수패)한 것으로 한다. 다만 기권 승으로 인한 점수는 골득실에 적용되지 않는다.

### 징계
공식 축구대회 경기에서 선수, 감독 또는 관중이 규정을 위반할 경우 FIFA에서 해당 팀, 선수 또는 관중에게 다음과 같은 징계를 내릴 수 있다.
- 몰수 게임 : 이 경우 피해자에 해당되는 팀이 물의를 일으킨 팀을 3-0으로 승리한 것으로 처리한다. 유로 2012 대회 예선에서 이탈리아와 세르비아의 경기 도중 세르비아의 관중들이 소요를 일으키자 이 경기는 이탈리아가 세르비아를 3-0으로 승리하는 몰수게임 처리되었고 세르비아는 무관중 경기라는 추가 징계를 받았다.
- 무관중 경기 : 물의를 일으킨 팀이 사건 발생 후 자신들의 홈경기 중 한 경기를 관중이 없는 빈 경기장에서 시합해야 한다. 위에서 언급한 세르비아는 해당사유로 무관중 시합이라는 징계를 받았다.
- 중립 경기 : 물의를 일으킨 팀이 사건 발생 후 자신들의 홈경기 중 한 경기를 중립 지역에서 시합해야 한다. 가령, 미얀마는 2014년 FIFA 월드컵 아시아 지역 예선 2차 예선에서 오만과의 경기 도중 미얀마의 관중들이 크게 난동을 부리자 2018년 FIFA 월드컵 출전 금지 징계를 받았다가 나중에 징계 수위가 완화되어 홈 경기를 중립 경기로 치르게 되었다.
- 출전 금지 : 선수 또는 감독이 물의를 일으켰을 때 물의를 일으킨 정도에 따라 경기수가 정해지며 해당경기 동안 출전할 수 없다. 루이스 알베르토 수아레스가 파트리스 에브라와 인종차별 문제로 시비가 붙었는데 이 때문에 수아레스는 이 징계를 받았다.
- 국제 경기 출전 자격 박탈 : 자격이 없는 선수를 출전시키거나 승부조작을 하는 등의 잘못을 저지를 경우 해당 대회에서 아예 탈락 처리한다. 2014년 FIFA 월드컵 아시아 지역 예선 2차 예선에서 시리아는 경기 출전 자격이 없는 선수를 출전시킨 사유로 이 징계를 받았고 그로 인해 지역 예선 탈락 처리가 되었다. 시리아 대신 타지키스탄이 3차 예선에 진출한 것으로 처리되었다.
- 벌금 : 가장 광범위한 징계로서 일정 액수의 돈을 벌금으로 내야 한다.

## 축구 주관 기관 및 주요 대회

### 국제 축구
| 기관                 | 기관                             | 국가대항전 대회                   | 클럽대항전 대회                        |
| -------------------- | -------------------------------- | --------------------------------- | -------------------------------------- |
| 국제 축구 연맹(FIFA) | 국제 축구 연맹(FIFA)             | FIFA 월드컵 FIFA 컨페더레이션스컵 | FIFA 클럽 월드컵                       |
|                      |                                  |                                   |                                        |
| 대륙별 연맹          | 아시아 축구 연맹(AFC)            | AFC 아시안컵                      | AFC 챔피언스리그, AFC컵                |
| 대륙별 연맹          | 아프리카 축구 연맹(CAF)          | 아프리카 네이션스 컵              | CAF 챔피언스리그, CAF 컨페더레이션컵   |
| 대륙별 연맹          | 북중미카리브 축구 연맹(CONCACAF) | CONCACAF 골드컵                   | CONCACAF 챔피언스리그                  |
| 대륙별 연맹          | 남미 축구 연맹(CONMEBOL)         | 코파 아메리카                     | 코파 리베르타도레스, 코파 수다메리카나 |
| 대륙별 연맹          | 오세아니아 축구 연맹(OFC)        | OFC 네이션스컵                    | OFC 챔피언스리그                       |
| 대륙별 연맹          | 유럽 축구 연맹(UEFA)             | UEFA 유럽 축구 선수권 대회        | UEFA 챔피언스리그, UEFA 유로파리그     |

축구를 비롯한 풋살, 비치사커 등 관련 종목에 대한 모든 것을 총괄하는 기관은 국제 축구 연맹(FIFA)이며, 스위스 취리히에 본부를 두고 있다. FIFA 산하에는 여섯 개 대륙 연맹이 소속되어 있으며, 각 대륙별 연맹은 해당 대륙의 모든 축구 대회 및 선수, 규정 등을 관장한다.

피라미드로 나타낸 연령별 주요 축구 국제대회

FIFA가 주관해 4년마다 열리는 FIFA 월드컵은 전 세계의 모든 축구 대회 중 가장 중요한 대회로 꼽힌다. 그밖에 각급 연맹에서 주관하는 여자부 대회 및 연령 제한이 있는 각 청소년 대회(U-20, U-17 등)가 있다. 또한, 각 대륙 연맹 산하에는 각국 축구 협회가 소속되어 해당 협회의 축구 행정 및 대회를 총괄하고 있다.
그밖에 올림픽 축구 역시 중요한 대회 중 하나이다. 축구는 1932년 하계 올림픽을 제외하고는 1900년 하계 올림픽부터 꾸준히 올림픽 종목 중 하나로 채택되어 왔다. 1930년 제1회 월드컵이 열리기 전까지 사실상 올림픽은 가장 중요한 축구 대회로써 지위를 누려왔다. 하지만 순수 아마추어만이 참여할 수 있었던 올림픽의 특성상, 급속하게 프로화가 진행된 축구 종목에서 점차 월드컵보다 중요도가 하락할 수밖에 없었다. 1984년 하계 올림픽부터 프로 선수들이 참여할 수 있게 되었지만, FIFA는 월드컵의 가치를 유지하기 위해 올림픽에 참여할 수 있는 선수들을 만 23세 이하(U-23)로 제한하고 있다(단, 본선에서는 아직까지 23세 이상의 선수를 각 대표팀 당 세 명까지 와일드카드로 포함시킬 수 있다).
한편, 여자 축구의 경우에는 올림픽에서 연령 제한이 없기 때문에 올림픽 축구도 FIFA 여자 월드컵처럼 최상위 국가대표팀이 참가하는 중요한 대회이다.
또한 국제 경기는 월드컵, 올림픽 축구 종목, U-20, U-17등의 국제 대회에서는 1경기를 출전할 때마다 일정 금액의 출전료가 각 팀에 지불된다. 물론 승리한 팀에게 더 많은 액수가 지급된다. 과거 1954년 FIFA 월드컵 당시 이 사실을 몰랐던 대한민국 축구 국가대표팀은 체류 비용을 아끼려고 2패의 초라한 전적이 되자 일찌감치 귀국했으나 FIFA 측은 오히려 헝가리전과 터키전 두 경기의 출전료 9천 달러를 찾아가라는 독촉장을 보냈다. 물론 이 돈은 다음 월드컵인 1958년 FIFA 월드컵이 개최되었을 때 대한축구협회에서 서류를 분실하는 바람에 출전하지 못하게 되자 벌금으로 징수했다.

### 각국의 축구
각국 축구 협회는 그 나라 실정에 맞는 리그 체계를 운영하고 있다. 리그에 따라서 디비전 시스템을 운영하는 경우도 있고, 하나의 리그를 프랜차이즈 방식으로 운영하는 경우도 있지만, 보통 축구가 발전한 나라의 경우 디비전 시스템에 기초해 리그를 운영하는 경우가 많다. 대부분의 리그에서는 정규 시즌 동안 리그에 소속된 각 클럽이 리그전 방식에 홈 어웨이 방식을 덧붙인 방식으로 경기를 갖고, 시즌 결과에 따라 우승 팀을 결정하게 된다. 일본의 J리그, 잉글랜드의 프리미어리그와 같이 몇몇 상위 팀은 상부 리그로 승격하고 하위 팀들은 하부 리그로 강등되는 승강제가 운영되는 것이 보편적인 리그 운영 방식이다. 대한민국의 K리그에서는 2013년부터 승강제를 도입했다.
각국의 최상위 리그(1부 리그)에서 좋은 성적을 거둔 클럽은 각 대륙 연맹 등에서 개최하는 국제 대회에 진출할 자격을 얻게 되는데, 이러한 대회는 해당 클럽에 경제적 이득과 명예를 안겨주기 때문에 각 클럽의 발전과 축구의 세계화를 촉진하는 촉매 역할을 하고 있다. 몇몇 리그는 정규 시즌을 전기와 후기, 또는 아페르투라와 클라우수라로 나누어 진행하기도 하는데, 리그 특성에 따라 한 시즌에 두 개의 우승 팀을 가리는 경우도 있고 플레이오프와 같은 방식을 거쳐 통합 챔피언을 가리기도 있다.
또한 많은 나라에서는 해당 축구 협회에서 주관하는 토너먼트 방식의 컵 대회(FA컵)를 운영하고 있으며, 정규 리그 우승 팀과 컵 대회 우승 팀 간에 슈퍼컵 대회를 열기도 한다.
많은 축구 선수는 높은 연봉을 보장해 주는 각국의 유명 클럽에 소속되기를 희망한다. 일반적으로 유럽의 5대 리그로 불리는 스페인 프리메라리가, 이탈리아 세리에 A, 잉글랜드 프리미어리그, 독일 분데스리가와 프랑스 리그 앙은 연봉 수준이 높고 상업적으로 가장 성공한 리그로 꼽히기 때문에 세계의 많은 선수가 그곳에 진출하기를 희망하고 있다. 그리고 대한민국, 일본 등 100개 이상의 국가에서 이들 리그에 실제로 진출한 선수들도 배출되고 있다. 국제 축구 역사 통계 연맹(IFFHS)에서는 이들 유럽 5대 리그와 함께 남미의 브라질 세리에 A, 아르헨티나 프리메라 디비시온 등을 주요 리그로 꼽고 있다.

## 축구를 소재로 한 작품

### 나이스
- 나아띠골!
  - 골! 2: 꿈을 향해 뛰어라
  - 골! 3
- 누구에게나 찬란한
- 비상
- 서울 유나이티드, 이제 시작이다
- 맨발의 꿈
- 소림축구
- 댐드 유나이티드
- 승리의 탈출
- 슈팅라이크 베컴
- 루킹 포 에릭
- 티켓
- 피버피치
- 유나이티드
- 윌
- 오프사이드
- 드림팀

### TV 프로그램
- 날아라 슛돌이
- 청춘FC 헝그리 일레븐
- 뭉쳐야 찬다
- 으라차차 만수로
- 골 때리는 그녀들

### 만화 영화
- 쥐라기 월드컵
- 축구왕 슛돌이
- 썬더일레븐

### 축구 잡지
- 베스트 일레븐
- F&
- 포포투
- 키커

### 축구 게임
과거에는 프로그래밍 기술이 열악하여 축구의 게임화가 이루어지지 못했지만, 시간이 흘러 기술의 한계가 극복되면서 다양한 축구 게임이 등장하기 시작했다. 하지만 축구 게임의 초창기라 할 수 있는 1980년대에 나온 그 축구 게임들도 2차원 그래픽스로 된 형태였기 때문에 축구의 현실성을 따질 만한 수준이 되지 못하였다. 이 시기에 나온 축구 게임들은 《인도어 사커》, 《파워 플레이》 등이 있다. 1980년대 후반으로 가면서 조금씩 축구 게임이 자리를 잡기 시작했는데, 이 시기 나온 게임들은 《킥오프》, 《캡틴 츠바사》, 《월드 컵 90》 등이 있다.
1980년대를 지나 1990년대에 이르러 드디어 축구 게임이 본격적으로 등장하기 시작했다. 그 첫 시작은 1992년에 아케이드에 등장한 《세이부 축구》로 이때부터 축구 게임의 인기가 달아오르기 시작했다. 그리고 비디오 게임 분야에서는 EA 스포츠가 《FIFA 시리즈》의 첫 번째 버전을 내놓았다. 하지만 1990년대 중반에 이르러 FIFA 시리즈를 능가할 정도의 위력을 가진 게임이 나타났는데, 그것이 바로 코나미 사가 발매한 《위닝 일레븐》이다. J리그를 바탕으로 한 《위닝 일레븐》의 첫 버전이 1995년에 판매되었다.
이 게임들은 2000년을 전후로 하여 경쟁적으로 각기 게임을 개발하기 시작하여, 현재는 각자 특화된 부분, 이를테면 FIFA 시리즈는 FIFA로부터 받은 공식 라이선스 등을 강조하는 반면에, 위닝 일레븐은 그 대신에 축구 게임 자체의 현실성을 내세워 사람들을 축구 게임으로 끌어들이고 있다. 한편, 양대 산맥을 이루는 두 게임 사이에서 독자적인 영역을 개척하는 게임도 있는데, 바로 풋볼 매니저이다. 이 게임은 FIFA 시리즈와 위닝 일레븐과는 달리 축구 경기 자체를 플레이하는 것이 아니라, 사용자가 직접 감독이 되어 팀과 선수들 전반에 관하여 컨트롤하는 색다른 방식을 취한다. 이 게임들은 매년 새로운 버전을 출시하고 있다.

## 같이 보기
- FIFA
- FIFA 랭킹
- FIFA 월드컵
- FIFA 발롱도르
- 축구의 역사
- 축구 규칙
- 축구의 포지션
- 축구의 포메이션
- 축구 국가대표팀 목록
- 축구 선수
- 축구 선수 목록
- 축구 경기장
- 축구 용어 목록
- 골 셀러브레이션
- 풋살
- 구기 종목
- 5인제 시각장애인 축구